# The White Caps
The White Caps er en amerikansk stumfilm fra 1905 af Edwin S. Porter og Wallace McCutcheon Sr..

## Medvirkende
- Kate Toncray
- John R. Cumpson
- Arthur V. Johnson
- Lionel Barrymore